# Cây sồi Birnam

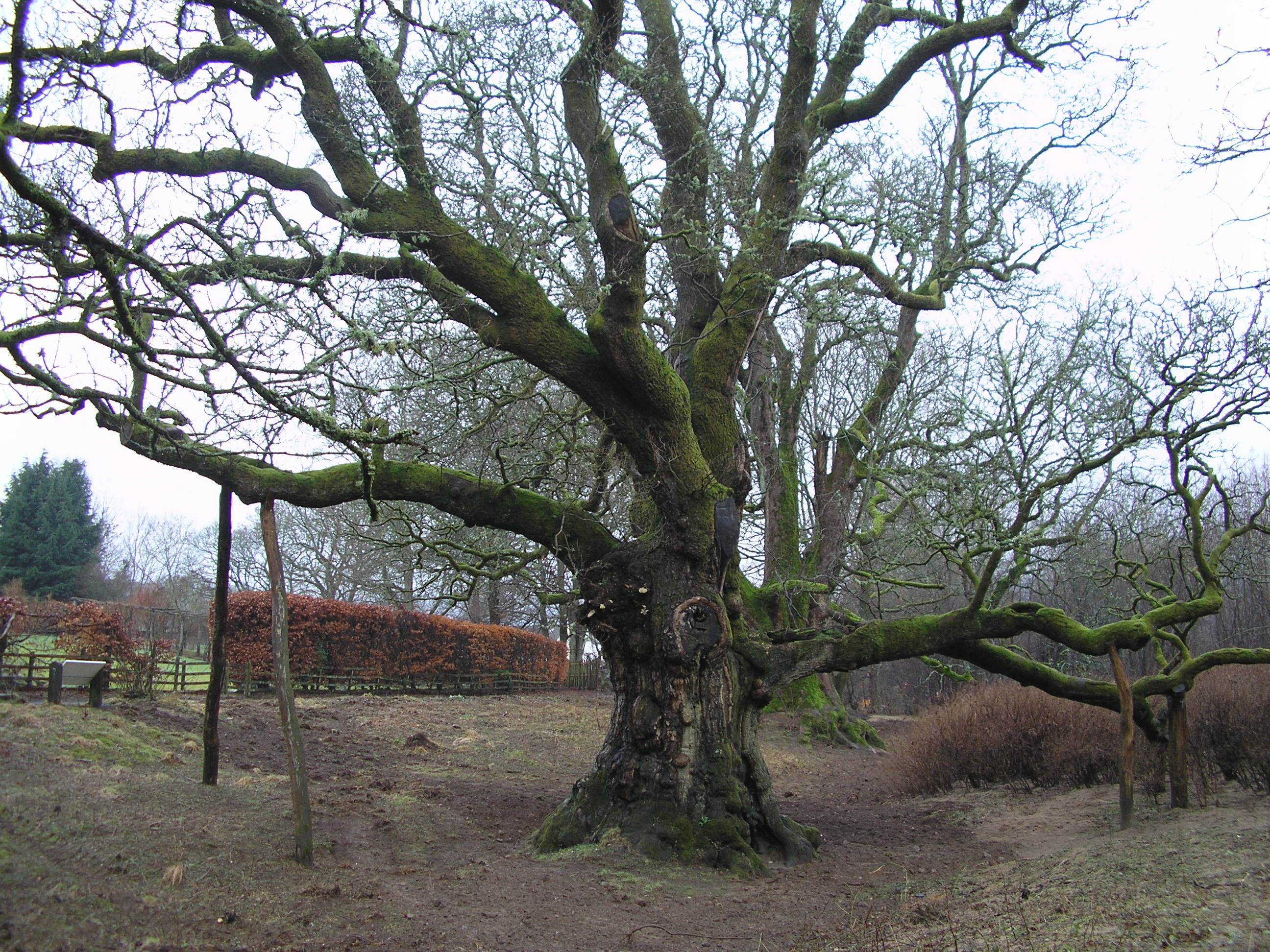
Cây sồi Birnam

Cây sồi Birnam là một cây sồi thuộc loài Quercus petraea ở Birnam, Perth và Kinross, Scotland. Cây còn được gọi là cây Macbeth (theo tên một vở kịch của William Shakespeare) và được tìm thấy trong một dải rừng ở bờ nam của sông Tay. Thân cây rộng 5,5 mét và những nhánh lớn của nó sau này đã được đỡ trên một số thanh chống để ngăn chúng đổ sập xuống dưới sức nặng của chính mình. Tuổi chính xác của cây không được biết đến, nhưng chu vi cho thấy nó có tuổi tác khoảng 600 năm. Điều này cho thấy nó đã là một cây trưởng thành (vào thời điểm Shakespeare có lẽ đã tới thăm Perthshire vào năm 1589). Cây được liệt kê trong danh sách những cây sồi nổi tiếng nhất Scotland.